# Vasum turbinellus
Vasum turbinellus (denominada, em inglês, top vase, common Pacific vase ou horned heavy whelk) é uma espécie de molusco gastrópode marinho do Indo-Pacífico (entre a África Oriental e a Polinésia), pertencente à família Turbinellidae (outrora na família Vasidae); originalmente classificada por Carolus Linnaeus, em 1758, e nomeada Murex turbinellus (no gênero Murex) em sua obra Systema Naturae.

## Descrição da concha e hábitos
Concha sólida e pesada, de coloração branca ou creme, com grandes manchas em marrom; de espiral baixa; com pouco mais de 10 centímetros de comprimento, quando desenvolvida (comumente com 8 centímetros); dotada de fortes e grossos espinhos arredondados, em sua área mais larga e em sua última volta. Columela dotada de três pregas, esta e a abertura brancas.
É encontrada em águas da zona entremarés e zona nerítica, principalmente em fundos de arrecifes rochosos e de recifes de coral até os 50 metros de profundidade. Os animais da família Turbinellidae são predadores.

## Distribuição geográfica
Vasum turbinellus é uma espécie do Indo-Pacífico, distribuída desde o leste da África (África Oriental, Zanzibar) até o oeste da Polinésia, incluindo Filipinas, o sul do Japão (Ryūkyū) e norte da Austrália, incluindo a Grande Barreira de Coral, em Queensland.

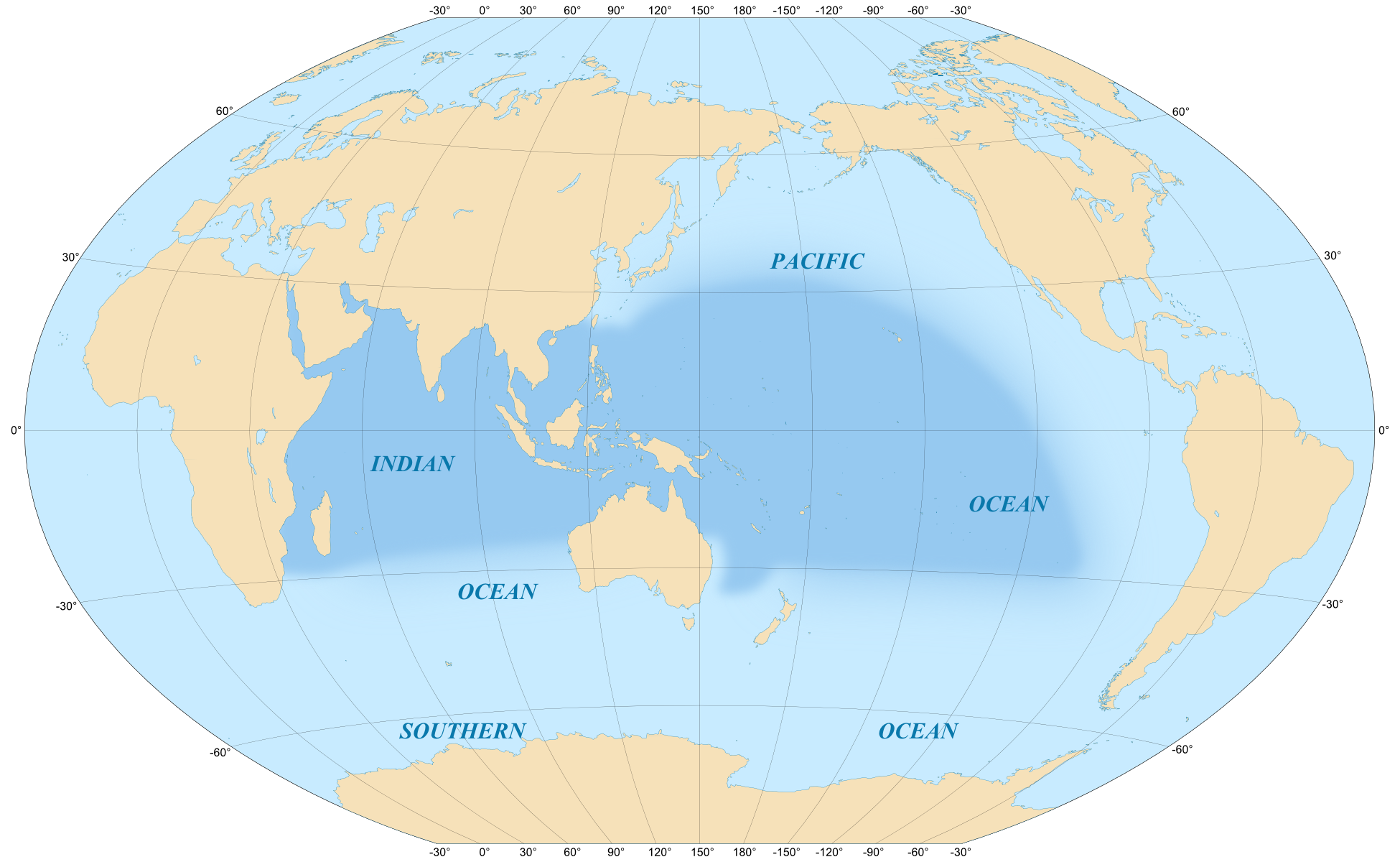
O litoral da região do Indo-Pacífico é a área de ocorrência de V. turbinellus.

## Uso humano
Sua concha é usada como artesanato e o animal na pesca, geralmente como isca.